# Dům U černého kozla (Olomouc)
Dům U Černého kozla v Olomouci se jmenuje podle bývalého domovního znamení. Tato budova se nachází v dnešní ulici 28. října na adrese č. 5, čp. 462. Krejčovský cech měl dům v držení do začátku 17. století. Jan Wadderbon ze Skotska se narodil v Dundee, ale přestěhoval se na Moravu do Olomouce. V roce 1650 se dům jmenoval U černého kozla, ale dům nedlouho předtím koupila jeho vdova Anežka.